# Aquem
Aquem là một thị trấn thống kê (census town) của quận South Goa thuộc bang Goa, Ấn Độ.

## Nhân khẩu
Theo điều tra dân số năm 2001 của Ấn Độ, Aquem có dân số 4985 người. Phái nam chiếm 51% tổng số dân và phái nữ chiếm 49%. Aquem có tỷ lệ 70% biết đọc biết viết, cao hơn tỷ lệ trung bình toàn quốc là 59,5%: tỷ lệ cho phái nam là 76%, và tỷ lệ cho phái nữ là 64%. Tại Aquem, 13% dân số nhỏ hơn 6 tuổi.